# Sumpf-Labkraut
Das Sumpf-Labkraut (Galium palustre) ist eine Pflanzenart aus der Gattung der Labkräuter (Galium) in der Familie der Rötegewächse (Rubiaceae).

## Beschreibung

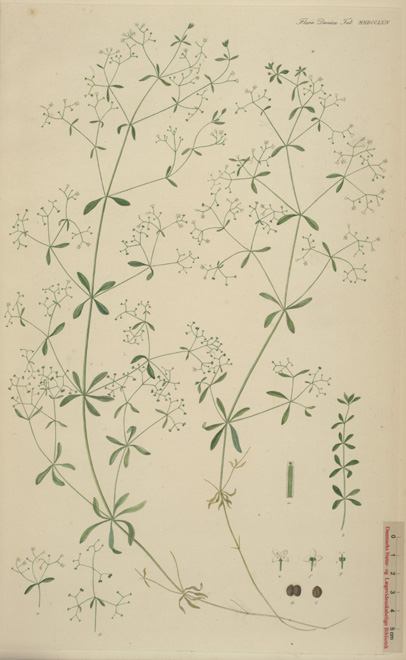
Illustration

Das Sumpf-Labkraut ist eine überwinternd grüne, ausdauernde krautige Pflanze, die Wuchshöhen von meist 8 bis 30, selten bis zu 150 cm erreicht. Die dünnen Stängel sind durch abwärts gerichtete stachelige Trichome etwas rau, nur selten sind sie auch glatt. Die Laubblätter sind gerundet. Die mittleren Laubblätter sind 5 bis 15 mm lang.
Die Blütezeit liegt je nach Standort zwischen Mai und Juli oder September. Die Blütenstände sind locker, die Teilblütenstände sind reichblütig. Die zwittrigen Blüten sind vierzählig. Die meist vierzipfelige, weiße Krone weist einen Durchmesser von 2 bis 3,5 mm auf. Charakteristisch sind vor allem die roten Staubbeutel.
Die an geraden Fruchtstielen stehenden Früchte sind feinkörnig-rau.
Die Chromosomenzahl beträgt 2n = 24.

## Verwechslungsmöglichkeiten
Das Sumpf-Labkraut kann leicht mit dem Hohen Labkraut (Galium elongatum) verwechselt werden. Manche Autoren fassen auch beide Arten als Unterarten einer Art zusammen, die dann den wissenschaftlichen Namen Galium palustre L. s. l. trägt. Man kann das Sumpf-Labkraut an seinem nicht weißkantigen Stängel und seinen Blüten, die höchstens 4 Millimeter breit sind, unterscheiden. Seine Chromosomenzahl ist auch 2n = 24, während das Hohe Labkraut die Zahl 2n = 96 hat.

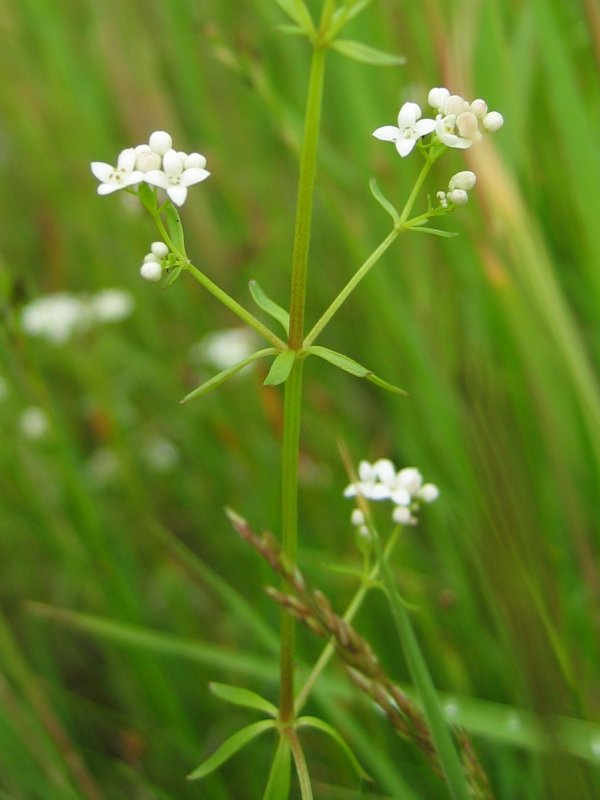
Einzelner Blühspross

## Ökologie
Beim Sumpf-Labkraut handelt es sich um einen Hemikryptophyten. Die Blüten sind vormännlich. Spontane Selbstbestäubung ist möglich.

## Vorkommen
Das Verbreitungsgebiet des Sumpf-Labkrauts reicht von Europa bis ins westliche Sibirien, von Grönland bis Maryland und umfasst die Azoren und das nordwestliche Afrika.
Das Sumpf-Labkraut gedeiht von der collinen bis montanen oder hochmontanen Höhenstufe in Höhenlagen bis zu 1850 Metern, so am Tümpel an der Seehütte am Nordwestfuß des Kleinen Rappenkopfs in den Allgäuer Alpen von Bayern. Es wächst in Nasswiesen, Großseggenrieden, Röhrichten, Ufern, Gräben und lichten Feuchtwäldern. Die bevorzugten Böden sind nasse, zum Teil zeitweise überschwemmte, mäßig nährstoffreiche Ton- und Sumpfhumusböden. Es ist in Mitteleuropa eine Charakterart des Verbands Magnocaricion.
Das Sumpf-Labkraut ist in allen österreichischen Bundesländern häufig vorhanden.

## Systematik
Die Erstveröffentlichung von Galium palustre erfolgte 1753 durch Carl von Linné in Species Plantarum, 1, S. 105. Es gibt die Homonyme: Galium palustre M.Bieb. in Flora Taurico-Caucasica, 1, 1808, S. 103 und Galium palustre Pourr. ex Willk. & Lange in Prodromus Florae Hispanicae, 2, 1868, S. 322. Synonyme für Galium palustre L. sind: Rubia palustris (L.) Baill., Galium palustre var. genuinum Cout., Galium diffusum Gilib., Galium incarnatum Gilib., Galium montanum With., Galium witheringii Sm., Galium glomeratum Vill. ex Roem. & Schult., Galium palustre var. brachyphyllum Opiz, Galium palustre var. rupicola Desm., Galium fontinale K.Koch, Galium rupicola (Desm.) Boreau, Galium palustre var. umbrosum Asch., Galium palustre var. majus Schur, Galium palustre var. witheringii (Sm.) Nyman, Galium palustre var. maximum Heinr.Braun, Galium rumelicum Formánek, Galium palustre var. morisianum Rouy, Galium palustre f. submersum Glück, Galium vayredae Sennen, Galium masferreri Sennen, Galium palustre subsp. tetraploideum A.R.Clapham, Galium palustre var. balticum Apelgren, Galium tetraploideum (A.R.Clapham) G.H.Loos.